# Unehelichkeit
Unehelichkeit, Nichtehelichkeit oder Außerehelichkeit bezeichnet in Deutschland rechtlich die Situation eines Kindes, das außerhalb einer bestehenden Ehe (im erweiterten Sinn auch außerhalb einer Verpartnerung) geboren wurde. Wenn also die leibliche Mutter und der biologische Vater nicht miteinander verheiratet sind, wurde dies früher auch Illegitimität genannt und galt als Ehrenmakel.
Ein nicht aus einer gültigen Ehe geborenes Kind wird bzw. wurde (kirchen)rechtlich als illegitim bezeichnet, wenn die Ehe nicht nachfolgend legitimiert wurde. Ein derart legitimiertes Kind oder ein Kind, dessen leibliche Eltern nach der Geburt heirateten, gilt als eheliches Kind. Ehelichkeit bezeichnet demnach die Geburt eines Kindes innerhalb einer Ehe (oder Verpartnerung) oder seine Ehelichkeitserklärung.
Ein unehelich geborenes Kind wird als uneheliches Kind, außereheliches Kind, nichteheliches Kind oder lediges Kind (abgeleitet von „einer Ledigen’s Kind“) synonym bezeichnet. Dies gilt auch für Kinder von nicht wiederverheirateten Geschiedenen oder Verwitweten (sofern die Ehe vor längerer Zeit als 300 Tagen endete) oder Kinder einer unverheirateten Frau mit einem anderweitig verheirateten Mann.

## Häufigkeit
Im Durchschnitt der Europäischen Union lag der Anteil unehelich geborener Kinder 2015 bei 42 %. In Ostdeutschland lag der Anteil 2014 bei fast 60 %, in Westdeutschland bei fast 30 %. Werden die 28 EU-Staaten zusammen mit den Ländern Island, Liechtenstein, Norwegen und Schweiz betrachtet, dann war im Jahr 1960 der Spitzenreiter Island mit 25 %, gefolgt von Österreich mit 13 % und Schweden mit 11 % unehelich Geborenen. In Island war bereits 1990 die Unehelichkeit häufiger als Ehelichkeit; die Länder Schweden, Estland, Norwegen folgten 2000, Slowenien, Bulgarien, Frankreich 2010 und 2015 auch Dänemark, Portugal, Niederlande. 2015 ist Nichtehelichkeit in Griechenland, Zypern, Kroatien, Liechtenstein mit jeweils unter 20 % vergleichsweise selten, die anderen genannten Länder liegen weit darüber. Von 497 europäischen Regionen lag 2012 das französische Département Aube an der Spitze bei nichtehelichen Geburten: Fast drei Viertel der Babys (72,4 %) hatten nicht miteinander verheiratete Eltern.
Anders als heute oft genommen, waren uneheliche Geburten auch in früheren Zeiten nicht selten. Da damals eine Heiratserlaubnis nötig war, wurden um 1865 in Württemberg 17 % aller Kinder unehelich geboren, in Bayern 25 %. Nach Einführung der Eheschließungsfreiheit bzw. Erleichterung von Eheschließungen durch das bayerische Heimatrecht von 1868 halbierten sich die Zahlen innerhalb weniger Jahre, stiegen aber infolge einer lockereren Sexualmoral danach wieder an.
Um 1900 erreichte der Anteil der unehelichen Geburten in Leipzig und Dresden fast 20 %. In Preußen lag die jährliche Unehelichgeborenenrate von 1816 bis 1914 zwischen 7 % und 10 %, von 1915 bis 1931 lag sie zwischen 10 % und 14 %.
Während der beiden Weltkriege waren Millionen Männer lange Zeit außerhalb ihres Heimatlandes; sie zeugten mit einheimischen Frauen zahlreiche Besatzungskinder.
In jedem Jahr unter 15 % blieb die Nichtehelichgeborenenrate in der DDR bis 1970, in Gesamtdeutschland bis 1983, in Westdeutschland bis 1998.

## Geltendes Recht

### Deutschland
Die Begriffe „uneheliches Kind“ und „eheliches Kind“ kommen nur noch in Art. 6 Abs. 5 des Grundgesetzes (GG) vor.
In allen anderen Bundesgesetzen hatte der Gesetzgeber durch das Nichtehelichengesetz zum 1. Juli 1970 den Wortlaut auf nichteheliche Kinder abgeändert. Seither stand das nichteheliche Kind unter der elterlichen Sorge der Mutter, zuvor war das Jugendamt stets Amtsvormund gewesen. In der DDR waren ähnliche Regelungen bereits im Jahre 1950 getroffen worden.
Im deutschen Recht gilt ein Kind als außerehelich, das von einer ledigen Mutter oder einer Frau geboren ist, deren Ehe durch Tod des Ehegatten seit mehr als 300 Tagen oder durch am Tage der Geburt rechtskräftiges Scheidungsurteil aufgelöst ist (Rechtslage seit 1. Juli 1998). Außerehelich ist ein Kind außerdem, wenn seine Vaterschaft gerichtlich mit Erfolg mit Hilfe eines Vaterschaftsgutachtens angefochten worden ist. Das Gleiche gilt, wenn das Kind nach Anhängigkeit der Scheidungsklage geboren wurde und der biologische Vater mit Zustimmung der Mutter und ihres Ehemannes die Vaterschaft urkundlich anerkannt hat (§ 1599 Abs. 2 BGB).
Der Untertitel (§§ 1615a–1615n BGB) über die Unterhaltspflicht im Bürgerlichen Gesetzbuch trägt seit 1. Juli 1998 die Überschrift „Besondere Vorschriften für das Kind und seine nicht miteinander verheirateten Eltern“. Die unterhaltsrechtlichen Unterschiede wurden im Rahmen dieser Reform abgeschafft. Seit 1. April 1998 können diese Kinder auch einer Erbengemeinschaft angehören (vgl. unten). Das Jugendamt wird seit 1998 nur noch im Rahmen der freiwilligen Beistandschaft in Vaterschafts- und Unterhaltssachen tätig. Alte Amtspflegschaften wurden 1998 gesetzlich von Amts wegen in Beistandschaften umgewandelt („Altfälle“). Ferner heißt es zur Vermeidung der Begriffe unehelich und nicht ehelich im Bürgerlichen Gesetzbuch (BGB) u. a. in § 1791c Abs. 1 nunmehr: Mit der Geburt eines Kindes, „dessen Eltern nicht miteinander verheiratet sind […]“.
Die elterliche Sorge steht Eltern, die miteinander verheiratet sind, von Anfang an gemeinsam zu. Dagegen kann der nicht mit der Mutter verheiratete Vater das Sorgerecht nur mit Zustimmung der Mutter oder des Familiengerichts erlangen (§ 1626a BGB).

### Erbrecht
Bei allen Erbfällen nach dem 28. Mai 2009 haben alle Kinder die gleichen Erbrechte und werden alle Teilnehmer der Erbengemeinschaft, unabhängig davon ob und wann ihre Eltern verheiratet waren.
Vor dem 1. Juli 1970 hatten uneheliche Kinder in Westdeutschland kein Recht auf das Erbe ihres Vaters.
Bei Erbfällen, die zwischen dem 1. Juli 1970 und dem 1. April 1998 eintraten, hatte das nichteheliche Kind bei dem Tod des Vaters einen Erbersatzanspruch, vor dem Tod konnte das Kind zwischen seinem 21. und 27. Lebensjahr einen vorzeitigen Erbausgleich verlangen. Allerdings hatten nichteheliche Kinder, die vor dem 1. Juli 1949 geboren wurden, damals überhaupt keinen Erbanspruch.
Am 1. April 1998 trat das Erbrechtsgleichstellungsgesetz in Kraft, mit dem Erbersatzanspruch und Erbausgleich entfielen. Die nichtehelichen Kinder, die ab dem 1. Juli 1949 geboren waren, hatten nun die gleichen Erbrechte gegenüber ihrem Vater wie eheliche. Das nichteheliche Kind wird Teil der Erbengemeinschaft des Verstorbenen.
Der Europäische Gerichtshof für Menschenrechte entschied am 28. Mai 2009, dass die erbrechtliche Benachteiligung für Personen, die vor dem 1. Juli 1949 geboren worden sind, gegen die Europäische Menschenrechtskonvention verstieße. Das Gesetz zur erbrechtlichen Gleichstellung nichtehelicher Kinder vom 12. April 2011 wurde am 15. April 2011 im Bundesgesetzblatt verkündet (BGBl. 2011, Teil 1 Nr. 17, S. 615). Für Sterbefälle nach Inkrafttreten des Gesetzes sind auch alle vor dem 1. Juli 1949 geborenen nichtehelichen Kinder ehelichen Kindern gleichgestellt. Sie beerben ihre Väter als gesetzliche Erben. Die Neuregelung kann auf Todesfälle erweitert werden, die sich erst nach der Entscheidung des EGMR am 28. Mai 2009 ereignet haben. Denn seit der Entscheidung könnten die nach altem Recht berufenen Erben nicht mehr auf ihr Erbe vertrauen. Für nichteheliche Kinder, deren Väter bereits vor dem 29. Mai 2009 verstorben sind, musste es wegen des verfassungsrechtlich verankerten Rückwirkungsverbots grundsätzlich bei der früheren Rechtslage bleiben, wie am 17. März 2013 vom Bundesverfassungsgericht in einem Urteil bestätigt. Der EGMR erklärte diese Stichtagsregelung für menschenrechtswidrig. Ist der Staat selbst zum Erben geworden (§ 1936 BGB), weil es weder Verwandte noch Ehegatten bzw. Lebenspartner gab oder weil die Erbschaft ausgeschlagen wurde, hat der Staat den Wert des von ihm ererbten Vermögens an die betroffenen nichtehelichen Kinder auszuzahlen.
In der DDR galt die Verbesserung der Rechtsstellung außerhalb der Ehe geborener Kinder zunächst nicht im Erbrecht. Gemäß § 9 des Einführungsgesetzes zum Familiengesetzbuch wurden sie 1966 den ehelichen Kindern gleichgestellt, wenn sie beim Erbfall noch minderjährig waren. Volljährige Kinder waren nur in einigen Ausnahmefällen gleichgestellt, z. B. wenn sie noch unterhaltsbedürftig waren oder es keine anderen Erben gab. Das 1976 in Kraft getretene Zivilgesetzbuch brachte die vollständige Gleichberechtigung im Erbrecht.

### Österreich
§ 138c, § 138d zu Ehelichkeit und § 161 zu Legitimation der unehelichen Kinder durch die nachfolgende Ehe des Allgemeinen bürgerlichen Gesetzbuches (ABGB) besagten bis 31. Jänner 2013:
§ 138c. (1) Ehelich ist ein Kind, das während der Ehe der Mutter mit seinem Vater oder, wenn die Ehe durch den Tod des Ehemanns aufgelöst wurde, innerhalb von 300 Tagen danach geboren wird; sonst ist das Kind unehelich.
Die Ehelichkeitsvermutung
§ 138c. (2) Wird die Ehe der Eltern für nichtig erklärt, so bleibt das Kind ehelich.
§ 138d. (1) Wird ein Kind innerhalb von 300 Tagen nach Scheidung oder Aufhebung oder Nichtigerklärung der Ehe geboren, so wird es ehelich, wenn der frühere Ehemann der Mutter die Vaterschaft anerkennt oder durch das Gericht als Vater festgestellt wird.
§ 138d. (2) Wird ein Kind nach Ablauf von 300 Tagen nach Auflösung oder Nichtigerklärung der Ehe geboren, so hat das Gericht auf Antrag des Kindes oder des früheren Ehemanns der Mutter die Abstammung von diesem und die Ehelichkeit des Kindes festzustellen, wenn bewiesen ist, dass das Kind während der Ehe vom Ehemann der Mutter oder durch eine medizinisch unterstützte Fortpflanzung mit dem Samen des Ehemanns oder, sofern der Ehemann dem in Form eines gerichtlichen Protokolls oder eines Notariatsakts zugestimmt hat, mit dem Samen eines Dritten gezeugt wurde.
§ 161. (1) Ist die Vaterschaft zum Kind festgestellt und schließen Vater und Mutter des Kindes die Ehe, so wird das Kind zum Zeitpunkt der Eheschließung seiner Eltern ehelich.
Die Regeln über Ehelichkeit und Unehelichkeit betrafen insbesondere den Familiennamen (§ 139 ABGB), die Staatsbürgerschaft (§ 7 Staatsbürgerschaftsgesetz 1985 Abstammung (Legitimation)), den Unterhalt (§ 140ff ABGB) und die Obsorge (§ 144ff ABGB), sowie Belange des Erbens.
Außerdem besagte der § 162 ABGB Legitimation der unehelichen Kinder durch Begünstigung des Landesfürsten (die dort geregelte Befugnis zur gnadenweisen Legitimation kam nunmehr dem Bundespräsidenten zu):
„Die uneheliche Geburt kann einem Kinde an seiner bürgerlichen Achtung und an seinem Fortkommen keinen Abbruch thun.“
Seit 1. Februar 2013 ist die Abstammung in den §§ 144 bis 154 ABGB geregelt. Die Obsorge für ein Kind, dessen Eltern nicht miteinander verheiratet sind, steht der Mutter allein zu, wenn nicht die Eltern oder das Gericht eine abweichende Regelung treffen (§ 177 ABGB).

### Europarecht

#### Europäisches Übereinkommen über die Rechtsstellung der unehelichen Kinder
Das Europäische Übereinkommen über die Rechtsstellung der unehelichen Kinder von Straßburg im Oktober 1975 zielt darauf ab „die Rechtsstellung der unehelichen Kinder zu verbessern“; es klärt etwa die folgenden Sachverhalte (Stand Februar 2009):
- „die mütterliche Abstammung jedes unehelichen Kindes wird allein durch die Geburt des Kindes begründet“ (Art. 2)
- „der Vater und die Mutter eines unehelichen Kindes haben diesem Kind gegenüber die gleiche Unterhaltspflicht wie gegenüber einem ehelichen Kind“ (Art. 6 Z. 1), oder entsprechend „bestimmte Mitglieder der Familie“, denen die Unterhaltspflicht obliegt (Art. 6 Z. 2)
- „Durch die Eheschließung zwischen dem Vater und der Mutter eines unehelichen Kindes erhält dieses die Rechtsstellung eines ehelichen Kindes.“ (Art. 10)

Weiters klärt es etwa, dass „die elterliche Gewalt nicht kraft Gesetzes dem Vater allein zuerkannt werden kann“ und prinzipiell „übertragen werden können“ muss (Art. 7), sowie Fragen der Vaterschaftsfeststellung und Vaterschaftsanerkennung (Art. 3–5).
Eine weitere wichtige Regelung ist der § 9, der dem unehelichen Kind „die gleichen Rechte am Nachlaß seines Vaters und seiner Mutter und an dem der Mitglieder ihrer Familien“ zugesteht, „wie wenn es ehelich wäre“. Österreich hat diesen Artikel vorbehalten, er ist dort bisher nicht rechtsgültig.
Ratifiziert haben das Abkommen: Aserbaidschan 2001, Dänemark 1980, Georgien 2002, Griechenland 1988, Großbritannien 1981/1988/1994/1997/2004, Irland 1988, Lettland 2004, Liechtenstein 1997/1998, Litauen 1997, Luxemburg 1982/1988/1994/2002/2007, Mazedonien 2004, Moldau 2002, Norwegen 1980, Österreich 1980/1986, Portugal 1982, Polen 1997/2004, Rumänien 1993, Schweden 1980, Schweiz 1980, Tschechien 2001 und Zypern 1980.

#### Europäisches Übereinkommen über die Legitimation durch nachfolgende Ehe
Das Europäische Übereinkommen über die Legitimation durch nachfolgende Ehe zu Rom am 10. September 1970 regelt, wie Anerkennungen vorehelicher Kinder gegenseitig anerkannt werden, und gilt „auch für [Legitimationen], die nachträglich durch eine gerichtliche Entscheidung festgestellt werden.“
Ratifiziert haben das Abkommen: Frankreich 1976, Griechenland 1987, Italien 1978, Luxemburg 1983, Niederlande 1977, Österreich 1976, Türkei 1976, Schweiz 1976.

## Geschichtlich
Das uneheliche Kind führte meist den Familiennamen der Mutter; war die Mutter in historischer Zeit adelig, dann ohne Adelsprädikat. Doch sind die Fälle nicht selten, dass es nach Anerkennung der Vaterschaft den Familiennamen des Vaters annahm oder diesen durch spätere Eheschließung der Eltern erhielt. Aber auch nach der Eheschließung kam es in vergangenen Jahrhunderten vor, dass das auf den Namen der Mutter getaufte Kind deren Geburtsnamen beibehielt.
Bei sehr ungleichem sozialen Stand legitimierten die Väter ihre unehelichen Kinder nicht selten durch Eheschließung auf dem Sterbebett oder durch eine Ehelichkeitserklärung.
In der Genealogie werden Uneheliche auch illegitime Kinder (wörtlich: ‚unrechtmäßig‘) genannt und sind mit ihren wenigen Personalangaben, auch bezüglich der Mutter, oft sogenannte Tote Punkte. Nach dem Willen Josephs II. sollten im Habsburgerreich Väter von unehelichen Kindern ab 1784 nur auf eigenen Wunsch in den Matriken eingetragen werden. Viele Pfarren, die hier von 1784 bis 1938 Standesamtsfunktion hatten, legten jedoch eine eigene Liste für die Väter an. Für Pfarrer war eine zu frühe Geburt früher gelegentlich Anlass, nachträglich das Wort „Jungfrau“ im Traubuch zu streichen. Waren die Schwängerung bzw. der voreheliche Geschlechtsverkehr bereits bei der Trauung bekannt, so fand die Hochzeit in der Regel „in der Stille“ und „ohne Sang und Klang“ statt. Wegen der größeren Kindersterblichkeit bei den vom Milieu häufig benachteiligten Unehelichen sind sie in Ahnenlisten weit seltener vertreten, als man auf Grund dieser Prozentzahlen erwarten könnte.
Je nach kulturellem und sozialem Umfeld galten bzw. gelten uneheliche Geburten als Schande für die Mutter und das Kind. Aus Angst vor der Ächtung kam es nach unehelichen Geburten manchmal zu Kindstötungen. Uneheliche Kinder hatten zeitweise Sanktionen zu tragen, beispielsweise nicht in die Handwerkergilden aufgenommen zu werden. Dies sollte Menschen (laut einem 1700 veröffentlichten Buch) von „fleischlichen Verbrechen“ abhalten bzw. abschrecken; sie sollten wissen, dass ihre unehelich gezeugten Söhne bestraft werden würden.
Auch kirchliche Weihen konnten solche Kinder nicht empfangen. In der römisch-katholischen Kirche galt die uneheliche Geburt bis 1983 als Weihehindernis für die Priesterweihe.
Ab dem 12. Jahrhundert besannen sich die Herrscher auf Regelungen aus dem römischen Recht. Die illegitimen konnten mit kirchlichen Dispensen und herrschaftlichen Legitimierungen teilweise behelfen.
Einige Heimatfilme der 1950er und 1960er Jahre nahmen sich des Themas der unehelichen Kinder an. Bis in die 1970er Jahre hinein war es üblich, zwischen „ehelichen“, „scheinehelichen“ und „unehelichen“ Kindern zu unterscheiden.
Da die Bezeichnungen „uneheliches Kind“ und „nicht eheliches Kind“ oft synonym wurden und teilweise eine Unterscheidung (Diskriminierung) zu „eheliches Kind“ implizierten, wurde die Unterscheidung durch die Kindschaftsreform 1998 in Deutschland abgeschafft. Bis 30. Juni 1998 wurde der Mutter das Jugendamt als Amtspfleger zur Seite gestellt, der obligatorisch für Fragen der Vaterschaftsanerkennung oder Vaterschaftsfeststellung, Unterhalt, Namensrecht und Erbrecht des Kindes zuständig war (§§ 1706 ff. BGB in der Fassung bis 30. Juni 1998). Allerdings konnte die Mutter das alleinige Sorgerecht beantragen.

## Veraltete Bezeichnungen für uneheliche Kinder
Veraltete und herabsetzende Bezeichnungen für Kinder von Ledigen sind Bastard (vgl. englisch bastary) und Bankert (auch Bankart; eigentlich das auf der Schlafbank der Magd, nicht im Ehebett des Hausherrn gezeugte Kind) oder Wechselbalg,  die sich in der Umgangssprache zu Schimpfwörtern entwickelten.
Die Bezeichnung Kegel ist in der Redewendung „mit Kind und Kegel“ erhalten geblieben, die eigentlich „mit ehelichem und unehelichem Kind“ bedeutet, wobei mit Kegel auch Kinder aus früheren Ehen eines gegenwärtigen Ehegatten bezeichnet wurden.

## Kunst und Kultur
In Ludwig Anzengrubers 1877 veröffentlichtem Roman Der Schandfleck muss eine junge Bauerntochter damit fertigwerden, dass sie in einem Seitensprung gezeugt wurde und darum auch nicht den Mann heiraten kann, den sie liebt (beide haben denselben Vater). Siehe auch: Ehebruch in der Literatur.
Ein Beispiel für ein Lied über ein unehelich geborenes Kind ist Love Child von Diana Ross und The Supremes aus dem Jahr 1968.

### Zum AbschnittGeschichtlich
- Johann Peter Frank: System einer vollständigen medicinischen Polizey, Band II: Von der außerehelichen Zeugung.Von dem geflissentlichen Missgebären und andern Misshandlungen der unehelichen Kinder (1804)
- P. Laslett, K. Oosterveen, R. M. Smith (Hrsg.): Bastardy and its comparative history. Cambridge (Mass.) 1980.